# Tanconville
Tanconville é uma comuna francesa na região administrativa de Grande Leste, no departamento de Meurthe-et-Moselle. Estende-se por uma área de 4,09 km². Em 2010 a comuna tinha 112 habitantes (densidade: 27,4 hab./km²).